# منطقة ديفا

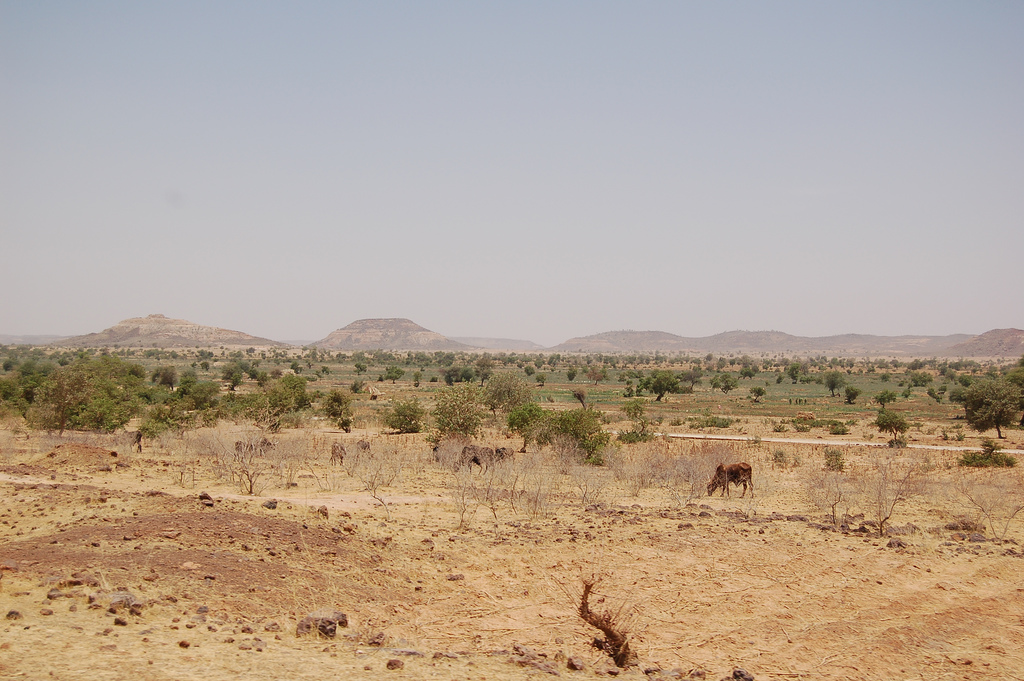
بادية منطقة ديفا

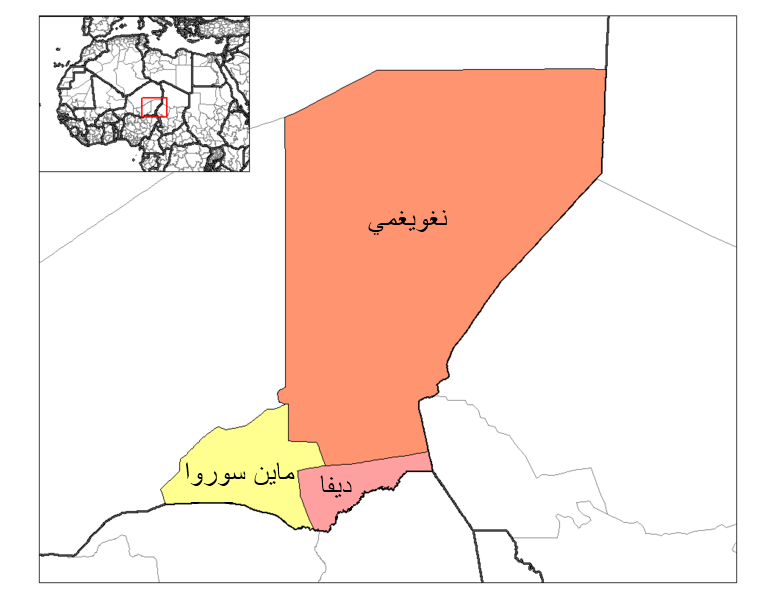
مقاطعات منطقة ديفا

منطقة ديفا (بالفرنسية: Région Diffa)‏ هي إحدى مناطق النيجر الثمانية، تقع في الجهة الجنوبية الشرقية من البلاد، وتحدها منطقة أغاديس من الشمال ونيجيريا من الجنوب وتشاد من الشرق ومنطقة زيندر من الغرب. عاصمتها ديفا. تصل مساحتها لحوالي 140 ألف كيلومترا مربعا.